# RRootage
rRootage est un jeu vidéo libre de type shoot'em up développé par Kenta Cho pour ABA Games. Il est distribué avec son code source sous licence BSD.

## Système de jeu
Ce jeu propose uniquement de combattre des boss. Il existe quatre modes de jeu pour lesquels on trouve dix niveaux de difficulté. Pour chaque niveau, on trouve quatre séries.
Si le nombre de boss à combattre pour terminer le jeu est impressionnant, il reste que les boss sont générés aléatoirement pour correspondre à une difficulté donnée, ce qui rend de l'intérêt aux niveaux déjà terminés et permet de terminer tout de même un niveau sur lequel on bloque. Le jeu permet de s'essayer aux niveaux de difficulté élevés même si on n'a pas terminé les plus faciles.

## Modes
- Mode NORMAL : Ce mode est semblable à la plupart des shoot them up. Le joueur a trois bombes qui font dissoudre les balles de l'ennemi. La fonction tir ralentit également tout en mettant le bouclier à son vaisseau.
- Mode de PSY : Basé sur le jeu Psyvariar. Quand le joueur colle les projectiles ennemies, le joueur se déplace à une vitesse plus réduite et quand la barre de pouvoir du joueur est pleine, le vaisseau  du joueur devient invincible pour une quantité de temps courte. Le joueur peut également faire tourner le vaisseau et donc autour du vaisseau là où les projectiles le frôle sa barre de pouvoir augmente beaucoup plus vite, mais le vaisseau ralentit énormément.
- Mode d'IKA : Basé sur le jeu Ikaruga, ce mode permet au joueur de commuter entre le bouclier blanc et le rouge. Quand on est en blanc, les projectiles blancs se reflètent à l'ennemi, et vice-versa avec le rouge. Ce mode tend à être le plus facile des quatre parce que vous devez seulement esquiver la moitié des balles de l'ennemi à n'importe quel moment donné, et également parce que la moitié des projectiles que vous ne devez pas esquiver et que vous contrecarrez va vers le boss et lui fait des dommages supplémentaires.
- Mode de gw : Basé sur GigaWing, ce mode donne au joueur un bouclier qui reflète les projectiles de l'ennemi et protège le joueur, mais il a un temps de charge prolongé.

## Commentaire
Si rRootage présente des graphismes au rendu vectoriel abstrait, assez simples comme la plupart des jeux de cet éditeur, il requiert une machine relativement puissante (compte tenu de son année de sortie) pour fonctionner sans ralentissement dans les derniers niveaux, du fait du nombre important de tirs qui peuvent apparaître simultanément. Les motifs de tir des boss sont très riches et très travaillés.

## Portage sur console de jeu vidéo
rRootage connait également une conversion sur Xbox, identique aux versions sur Windows, ainsi que sur PlayStation Portable.